# Philippe Mahut
Philippe Mahut (Lunery, 4 de marzo de 1956 - París, 8 de febrero de 2014) fue un jugador de fútbol francés que jugaba en la demarcación de defensa.

## Biografía
Philippe Mahut debutó como futbolista en el RC Fontainebleau. Tras dos años y 49 partidos jugados, fue traspasado al Troyes AC, donde jugó otras dos temporadas. En 1978 fichó por el FC Metz para las cuatro temporadas siguientes, marcando tres goles en 152 partidos jugados. Tras un paso de otros dos años, esta vez en el AS Saint-Étienne, fichó por el RCF Paris, ganando la Ligue 2 en 1986. Jugó durante cuatro años, donde, en 147 partidos, marcó 13 goles. Después de un corto período de tiempo en el Quimper Kerfeunteun FC, el Le Havre AC se hizo con sus servicios. Marcó nueve goles y jugó 125 partidos, ganando además de nuevo la Ligue 2. Finalmente en 1993 se retiró como futbolista a la edad de 37 años.
Philippe Mahut falleció el 8 de febrero de 2014 en París tras una lucha contra el cáncer a los 57 años de edad.

## Selección nacional
Debutó con la selección de fútbol de Francia en un partido contra Bélgica en la clasificación para la Copa Mundial de Fútbol de 1982 el 9 de septiembre de 1981. Michel Hidalgo le seleccionó para jugar contra España para disputar el mundial, perdiendo en el partido del tercer y cuarto puesto contra Polonia por 3-2. Hasta 1983 jugó un total de nueve partidos con la selección, jugando su último partido contra la selección de fútbol de la Unión Soviética.

## Clubes
| Club                   | País    | Año         | Partidos | Goles |
| ---------------------- | ------- | ----------- | -------- | ----- |
| RC Fontainebleau       | Francia | 1974 - 1976 | 49       | 0     |
| Troyes AC              | Francia | 1976 - 1978 | 57       | 0     |
| FC Metz                | Francia | 1978 - 1982 | 152      | 3     |
| AS Saint-Étienne       | Francia | 1982 - 1984 | 76       | 2     |
| RCF Paris              | Francia | 1984 - 1988 | 147      | 13    |
| Quimper Kerfeunteun FC | Francia | 1988 - 1990 | 51       | 3     |
| Le Havre AC            | Francia | 1990 - 1993 | 125      | 9     |

## Palmarés

### Campeonatos nacionales
| Título  | Club        | País    | Año  |
| ------- | ----------- | ------- | ---- |
| Ligue 2 | RCF Paris   | Francia | 1986 |
| Ligue 2 | Le Havre AC | Francia | 1991 |